# Ficus aureocordata
Ficus aureocordata är en mullbärsväxtart som beskrevs av Edred John Henry Corner. Ficus aureocordata ingår i släktet fikonsläktet, och familjen mullbärsväxter. Inga underarter finns listade i Catalogue of Life.